# Clematis campestris
Clematis campestris (nombre común flámula) es una liana de regiones templadas. Es nativa de Sudamérica: Brasil, Bolivia, Perú, Argentina, Chile, Paraguay, Uruguay,  y se cultiva universalmente como ornamental en jardines. Produce buena fragancia de sus flores blancas; al principio huelen a almendras.
Se enmata y en los veranos se carga de flores. Huele muy bien pero es venenosa. Fuera de los jardines, es una maleza.

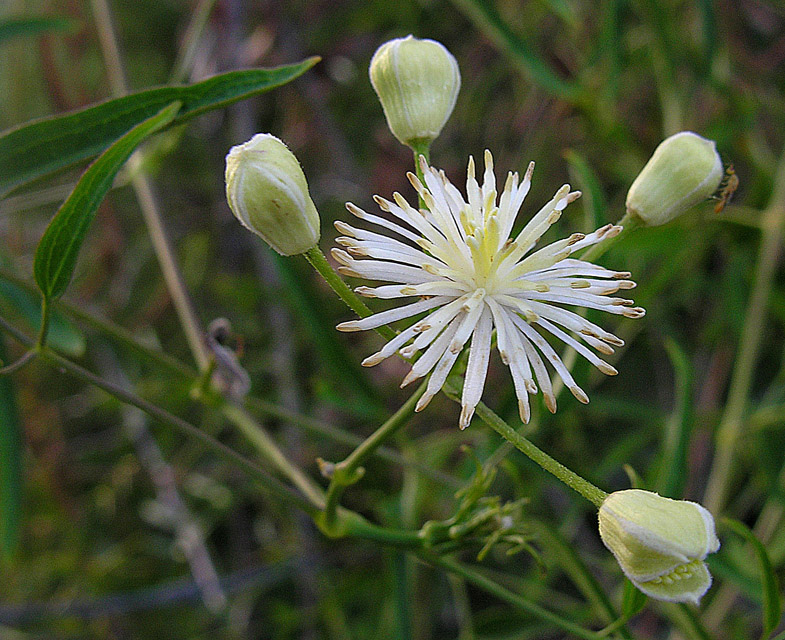
Detalle de la flor

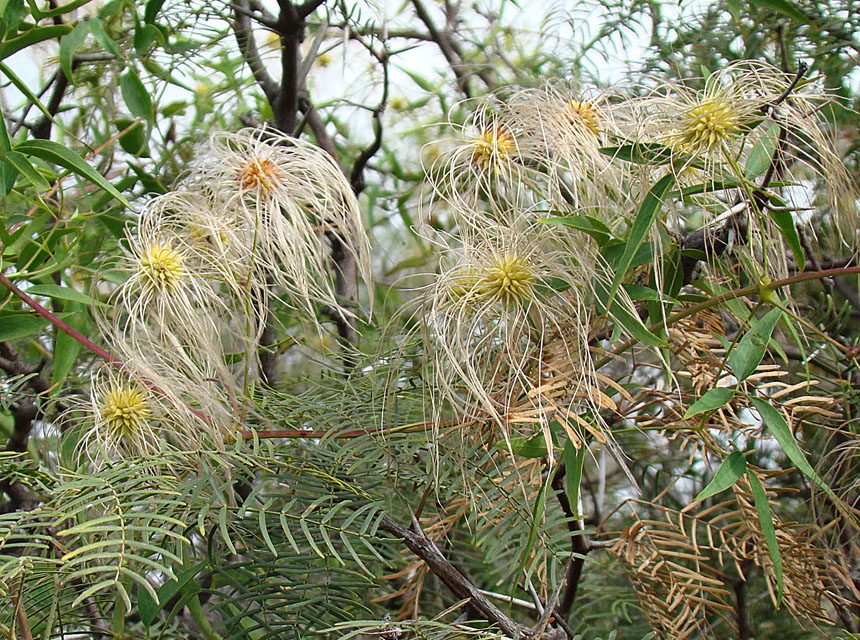
Detalle

## Descripción
Planta trepadora, liana,  cuenta para ello con zarcillos, puede llegar a medir más de 5 m, perenne, leñosa, caducifolia,  hojas imparipinadas, 3-5 foliolos,  asimétricos, enteros o desigualmente partidos, glabros o con pelos esparcidos, principalmente en las nervaduras. Flores hermafroditas o unisexuales en una misma inflorescencia; 4 tépalos, pubescentes, numerosos estambres. Fruto aqueno oblanceolado, pubescente, y estilo largo, plumoso y persistente. Florece en primavera y fructifica, australmente,   de diciembre y hasta fin de verano.

## Uso medicinal
Todas las partes verdes de la planta son irritantes, sabor quemante y acre, y se usan como rubefacientes y vexicantes. Sus hojas para  cataplasmas, como cáustico y rubefaciente; expele los vermes de lastimaduras de animales. La infusión se usa para mitigar lepra, sarna y otras enfermedads cutáneas.

## Taxonomía
Clematis campestris fue descrita por Augustin Saint-Hilaire y publicado en Flora Brasiliae Meridionalis (quarto ed.) 1: 4, en el año 1824.
Etimología
Clematis: nombre genérico que proviene del griego klɛmətis. (klématis) "planta que trepa".
campestris: epíteto latino que significa "de los campos".
Sinonimia
- Clematis bangii Rusby
- Clematis denticulata Vell.
- Clematis dioica var. angustissima Kuntze
- Clematis dioica subsp. campestris (A.St.-Hil.) Kuntze
- Clematis dioica var. denticulata (Vell.) Kuntze
- Clematis dioica var. hilarii (Spreng.) Kuntze
- Clematis dioica var. mendocina (Phil.) Kuntze
- Clematis hilarii Spreng.
- Clematis hilarii var. guaranitida (A.St.-Hil.) A.St.-Hil. & Tul.
- Clematis hilarii var. montevidensis (Spreng.) Speg.
- Clematis hilarii var. triloba (A. St.-Hil.) Speg.
- Clematis maldonadensis Larrañaga
- Clematis mendocina Phil.
- Clematis montevidensis Spreng.
- Clematis montevidensis var. denticulata (Vell.) Bacigalupo
- Clematis triloba A.St.-Hil. [Illegitimate]
- Clematis triloba var. guaranitica A.St.-Hil.
- Clematis uruguayensis Arechav.
- Clematis virginiana var. campestris (A.St.-Hil.) Macloskie[4]

## Nombres comunes
- Castellano: flámula, clemátide aromática, barba de viejo, bejuco, zocate. Loconte en las provincias argentinas de Córdoba  y de Catamarca; bejuco en la provincia de Mendoza; tuyá rendivá en las de Corrientes y de Misiones; centella en provincia de Salta; cabello de angel (provincia de Córdoba, los frutos.
- Guaraní: enredadera amarga, tuyá rendivá.

## Fuente
1. Zuloaga, F. O. & O. Morrone, eds. 1996. Catálogo de las plantas vasculares de la República Argentina. I. Pteridophyta, Gymnospermae y Angiospermae (Monocotyledonae), II. Dicotyledonae. Monogr. Syst. Bot. Missouri Bot. Gard. 60, 74. 1999
2. Forzza, R. C. & et al. 2010. 2010 Lista de espécies Flora do Brasil. https://web.archive.org/web/20150906080403/http://floradobrasil.jbrj.gov.br/2010/.
3. Macbride, J. F. 1937. Ranunculaceae, Flora of Peru. Publ. Field Mus. Nat. Hist., Bot. Ser. 13(2/2): 639–661.
4. Molero, J. 1985. Ranunculaceae. [3:] 1–25. In G. F. Bocquet & M. R. Crosby (eds.) Fl. Paraguay. Conservatoire et Jardin botaniques de la Ville de Genève; Missouri Botanical Garden, Geneva; St. Louis.
5. Moreno, N. P. 1993. Taxon. Rev. ~Clematis~ 1–246. Unpublished Ph.D. thesis, Rice Univ., TX, Houston.
6. Nee, M. 2004. Magnoliidae, Hamamelidae y Caryophyllidae. 2: 1–209. In M. Nee Fl. Reg. Parque Nac. Amboró Bolivia. Editorial FAN, Santa Cruz.